# 와이클리프 장
와이클리프 장(프랑스어: Wyclef Jean 와이클레프 장[*], 영어: 와이클레프 존, 영어 발음: /ˈwaɪklɛf ˈʒɒn/, 본명: Nel Ust Wyclef Jean, 1969년 10월 17일 ~ )은 아이티 태생의 미국 가수, 배우, 랩퍼, 영화 및 음악 감독이다. 힙합 그룹 푸지스의 멤버이다. 현재 3100만 장의 앨범 판매량을 지니고 있으며 그래미상을 세 차례 수상했다.
2010년 아이티 대지진 이후에 치러진 대통령 선거에 출마하려 했으나, 선거 이전 5년 동안 아이티에서 거주해야 한다는 조건을 만족하지 못하여, 후보 등록에 실패하였다.

## 내력
9살때 미국에 이민을온 이민자 가정 출신으로 어렸을 적부터 음악에 관심이 많았다. 뉴져지의 고등학교를 졸업한 뒤 뉴욕의 파이브타운즈 컬리지를 한학기 다녔다. 2009년도에 버클리 음악 대학에 재학하여 Diploma를 취득하였다.

## 음반 목록

### 정규 앨범
- 1997: The Carnival
- 2000: Wyclef Jean Presents The Carnival
- 2002: Masquerade
- 2003: The Preacher's Son
- 2004: Welcome to Haiti: Creole 101
- 2006: Ghosts of Cité Soleil (soundtrack)
- 2007: Carnival Vol. II: Memoirs of an Immigrant
- 2009: From the Hut, to the Projects, to the Mansion
- 2017: Carnival III: The Fall and Rise of a Refugee
- 2019: Wyclef Goes Back to School Volume 1

### EP
- 2010: If I Were President: My Haitian Experience
- 2017: J'ouvert

### 콤필레이션
- 2003: Greatest Hits